# Az áldozat (film, 1979)
Az áldozat egy 1979-ben készült, 1980-ban bemutatott színes, magyar thriller, amit Dobray György rendezett, Juhász Sándor novellájából.

## Történet
Sorozatgyilkos szedi áldozatait Budapesten. A rendőrség egyik fiatal ambiciózus nyomozója, Kristály Zoltán felkeres egy embert, aki a viktimológia elméletével foglalkozik. Ezután megpróbál nemcsak a gyilkos, de a lehetséges áldozat nyomába is eredni, akire aztán rátalál és bele is szeret.

## Szereplők
- Reviczky Gábor (Kristály Zoltán)
- Sáfár Anikó (Vanda)
- Kállai Ferenc (Aszaló Ádám)
- Sárközy Zoltán (a gyilkos)
- Fonyó István (Guszti)
- Szoboszlai Sándor (ezredes)
- Komár László (önmaga)
- Antal Anetta
- Hunyadkürti István
- Balikó Tamás

## Érdekesség
A filmben szereplő fantomkép feltűnik az 1982-es Csak semmi pánik című filmben, illetve a Linda című tévésorozat Oszkár tudja című epizódjában is.

## Külső hivatkozások
- Az áldozat a PORT.hu-n (magyarul)
- Filmhíradó a forgatásról
- Kritikustomeg.org